# Kaštel Novi (urbanistička cjelina)
Urbanistička cjelina mjesta Kaštel Novog predstavlja zaštićeno kulturno dobro.

## Opis dobra
Povijesna jezgra Kaštel Novog datira se u 1512. g. kad trogirski plemić Pavao Antun Ćipiko gradi kaštel na hridima nedaleko crkve sv. Petra od Klobučca. Na kopnu sučelice kuli podigao je utvrđeno naselje za svoje težake, oblika izdužene pačetvorine s pravilnim ortogonalnim rasterom. U produžetku poprečne ulice Vele štrade je trg Brce okružen dvokatnicama s kraja 18.st. Tu je i kuća bratovštine sv. Petra iz 1725.g. te toranj sata iz 19. st. Urbanizirani dio Novog nastao je u 18. i 19. st. izvan obrambenog perimetra. Uz obalu nastaje niz dvokatnica i trokatnica te perivoj zvan Đardin. Monumentalne građevine građanskog karaktera nastaju između Brca i župne crkve.

## Zaštita
Pod oznakom Z-3017 zavedena je pod vrstom "kulturno-povijesna cjelina", pravna statusa zaštićena kulturnog dobra, klasificirano kao "urbana cjelina".